# Maisons d'école à Bugeat
Les maisons d'école à Bugeat, commune française située dans le département de la Corrèze, sont des édifices du bourg utilisés pendant près de deux siècles, de 1831 à aujourd’hui, pour prodiguer l’instruction publique aux enfants bugeacois ; ces édifices, certains privés, d’autres publics, représentent un témoignage de l’histoire des lieux destinés à l’enseignement primaire dans les territoires ruraux de la France contemporaine.

## Des locaux pour l’enseignement primaire
La mise en place, en France, d’un système d’enseignement primaire, s’adressant à tous les enfants, est un immense projet qui a sollicité les efforts de toutes les communes urbaines, et rurales comme Bugeat, pendant un siècle, depuis 1816, à l’époque de la Restauration, jusqu’à la veille de la Première Guerre mondiale. Ce projet comporte deux volets principaux : la fréquentation scolaire et l’aménagement de maisons d’école. Pendant longtemps, Bugeat et de nombreuses autres communes ont traité la question des locaux scolaires en louant dans les bourgs une maison particulière pour servir de maison d’école. C’est le 1er juin 1878 qu’est votée une loi imposant aux communes de faire construire une maison d’école, ou bien d’acquérir une maison à usage d’école et de l’aménager en conséquence.
Au début du XXe siècle, se consolide la mise en place de l’école de Jules Ferry, celle d’un enseignement primaire gratuit, obligatoire et laïque, et cette mise en place est incarnée par des figures tutélaires et par des constructions emblématiques, comme on en voit à Bugeat. Les figures tutélaires sont celles des instituteurs et des institutrices, qui vont occuper, dans les communes, une place de premier plan, à travers « le savoir » qu’ils détiennent. Par ailleurs, ces enseignants habitent, comme c’est le cas à Bugeat, des logements aménagés à leur intention dans les maisons d’école. Le deuxième volet de la mise en place des écoles primaires s’incarne à travers des bâtiments d’école, qui ont souvent un aspect monumental, et qui sont construits, à Bugeat, au début du XXe siècle : l’école de garçons, occupant, avec la mairie, un imposant bâtiment, est construite, sur la place de l’Eglise, en 1911 ; l’école de filles, à laquelle est adjointe une classe enfantine mixte, est construite, en bordure de la rue principale, en 1913.

## Les dix maisons d’école à Bugeat

### Maison Gleize (1831-1868)
Maison Gleize - 47, rue Nationale.
La première école ouvre en 1831. Une unique classe mixte. Dans sa demeure, un maître ouvre une école qui, jugée vétuste, ferme en 1868. C’est la première école de la commune de Bugeat ; l’instituteur aménage une salle de classe dans sa propre maison ; elle ouvre en 1831 et elle ferme définitivement en 1868. Le premier enseignant de cette école est Jean Antoine Augustin Gleize, né à La Canourgue, en Lozère, en 1803. C’est une école mixte, avec une seule classe, accueillant filles et garçons.

### Maison Bunisset (1863-1870)
Maison Bunisset – 5, rue Nationale.
Classe unique de filles de 1863 à 1872. Première école de filles. Salle de classe, logement de l’institutrice, et, à côté, l’hôtel où loge Georges-Emmanuel Clancier, en 1934. C’est la première école de filles de la commune de Bugeat ; elle ouvre en 1863 et elle ferme définitivement en 1870. C’est une institutrice qui enseigne dans cette école : Mme Bunisset, née Marie Nony, à Viam, près de Bugeat, en 1840. Cette école possède une seule classe, accueillant uniquement des filles.

### Maison Prévot (1868-1870)
Maison Prévot – 6, rue Nationale.
École de garçons de 1868 à 1870. Une classe unique de garçons. L’école doit vite fermer, jugée trop proche du cimetière situé sur la place de l’église. Cette école est ouverte en 1868 et elle ferme dès 1870, la maison étant jugée inadaptée à cause de la vue sur le cimetière se trouvant à cette époque à l’arrière de la maison. C’est un instituteur qui enseigne dans cette école : Antoine Soulier, né en 1826. Cette école possède une seule classe, accueillant uniquement des garçons.

### Maison Faure (1871-1913)
Maison Faure – 25, rue de la République.
Classes de garçons à partir de 1871. L’école de la République naissante. Dans le bâtiment on trouve aussi la mairie et la justice de paix. Dans un bâtiment acquis par la commune pour abriter l’école et la mairie, l’école est ouverte en 1871 ; la maison est ensuite réaménagée en 1880 ; elle est enfin démolie et remplacée par la nouvelle Ecole de Filles en 1913. Parmi les enseignants de cette école, un instituteur : M. Joseph Brugeille, né à La Roche-Canillac, en Corrèze, en 1849. Cette école possède deux classes, accueillant des garçons, puis elle est devenue mixte.

### Maison Nony (1873-1877)
Maison Nony – 14, rue Nationale.
École de filles de 1873 à 1877. Deuxième école de filles. Une classe au rez-de-chaussée, un logement pour l'institutrice au 1er étage, et un jardin. Cette école est ouverte en 1873 et elle ferme en 1877 ; la maison qui l’accueillait a aujourd’hui disparu. C’est une institutrice qui enseigne dans cette école : Mme Bunisset, née Marie Nony, à Viam, près de Bugeat, en 1840. Cette école possède une seule classe, accueillant uniquement des filles.

### Maison Bourg (en 1880, en 1903, en 1911)
Maison Bourg – 10, rue de la Liberté.
École provisoire en 1880, 1903, 1911. Accueille écoliers ou écolières. Ici, il y a eu la pharmacie du bourg, et une classe pendant les travaux sur d’autres écoles. Cette école fonctionne à trois reprises : une année en 1880, puis en 1903, puis en 1911, pendant les travaux dans les autres écoles. Parmi les enseignants de cette école, un instituteur : Joseph Brugeille, né à La Roche-Canillac, en Corrèze, en 1849. Cette école provisoire possède une classe, accueillant des garçons, puis des filles.

### Maison Touquet (en 1911 et 1912)
Maison Touquet – 21, rue de la Mairie.
École provisoire en 1911. Filles, et classe enfantine. Pendant les travaux sur d’autres écoles, il y a là des élèves, et, au sous-sol, l’atelier de menuiserie. Cette école fonctionne pendant une courte période : deux années en 1911 et 1912, pendant les travaux dans les autres écoles. Parmi les enseignants de cette école, une institutrice : Mlle Marie Vaux, née à Palisse, en Corrèze, en 1862. Cette école provisoire possède une classe, accueillant des filles.

### Mairie / Ecole (1911-1983)
Ecole de Garçons – Place de l’Eglise.
Des classes de garçons de 1911 à 1983. Les garçons, puis une école mixte. L’ancien presbytère fait place à un bâtiment neuf, avec école, logements, et mairie. Cette école est ouverte en 1911 et elle reste ouverte pendant plus de 70 ans, jusqu’en 1983. Parmi les enseignants de cette école, un instituteur : Antoine Chassaing, né à Neuvic, en Corrèze, en 1861. Cette école possède plusieurs classes, accueillant des garçons, et elle devient ensuite une école mixte.

### Maison Faure rebâtie (1913-2013)
Ecole de Filles – 25, rue de la République.
Plusieurs classes de filles de 1913 à 2013. Les filles et la classe enfantine. À la place de la Maison Faure, un bâtiment neuf héberge des classes et des logements. Cette école est ouverte en 1913 et elle reste ouverte pendant un siècle, jusqu’en 2013. Parmi les enseignants de cette école, une institutrice : Mlle Anna Bourg, née à Bugeat, en 1873. Cette école possède plusieurs classes, accueillant des filles, et une classe enfantine, et elle devient ensuite une école mixte.

### Bâtiment de l’ancien Collège (depuis 2013)
Ex-Collège – 5, rue V. Meyer et L. Parel.
Toutes les classes depuis 2013. Garçons et filles réunis. Ici, en 1967, ouvre le Collège, qui ferme en 2012, et on y accueille alors écoliers et écolières. L’école est ouverte dans ce bâtiment en 1983 ; c’est en deux étapes, en 1983, puis en 2013, que les classes ont quitté l’école de la place de l’Eglise, puis celle de la rue de la République ; elles ont donc été accueillies dans le bâtiment de l’ancien Collège. C’est à partir de 1967 que ce grand bâtiment, édifié pour héberger, en été, une colonie de vacances, avait accueilli les classes du Collège de Bugeat.

## Quelques figures de maîtres et de maîtresses d’école
On peut évoquer le personnel enseignant qui a œuvré dans ces maisons d’école à Bugeat en mettant en lumière cinq instituteurs et institutrices représentatifs de cinq générations d’éducateurs et d’éducatrices qui se sont succédé pendant plus d’un siècle :

### Jean Antoine Augustin Gleize, né en 1803
Jean Antoine Augustin Gleize est né à La Canourgue, en Lozère, en 1803. Il enseigne, à partir de 1831, dans une salle de classe aménagée dans sa demeure du bourg de Bugeat ; ses écoliers et écolières sont rassemblés dans une seule classe mixte. Cette école, qui a été la première école de la commune de Bugeat, est jugée vétuste, des dizaines d’années plus tard, et elle ferme en 1868.

### Marie Nony, née en 1840
|Mme Bunisset est née Marie Nony, à Viam, près de Bugeat, en 1840, où son père Léonard, est aubergiste ; Marie Nony se marie en 1864, et le couple va vivre à Villefort, en Lozère. Elle est ensuite de retour, avec sa famille, à Bugeat, où elle enseigne à une classe de filles à partir de 1863, dans une maison appartenant à son époux ; sa carrière d’enseignante s’étend entre 1863 et 1899 ; à cette date, elle approche des 60 ans et de l’âge de la retraite.

### Marie Vaux, née en 1862
Marie Vaux est née à Palisse, en Corrèze, en 1862, où son père, Blaise, est cultivateur ; elle a obtenu son Brevet Elémentaire en 1884 et elle a commencé sa carrière comme institutrice à Saint-Merd-de-Lapleau, en Corrèze. Elle est nommée à Bugeat à la rentrée de 1899 ; sa famille vient vivre avec elle dans le bourg ; elle exerce à Bugeat, où elle sera directrice de l’Ecole de filles, pendant 29 ans, jusqu’à sa retraite en 1928.

### François Célaudoux, né en 1895
François Joseph Celaudoux est né en 1895, à Bonnefond, en Corrèze. Alors qu’il n’a pas 20 ans, il est engagé dans les forces combattantes dès la fin 1914 ; il sera soldat pendant plus de quatre ans, et il terminera la guerre comme sous-lieutenant en juin 1918. François Celaudoux a été enseignant à Bugeat, depuis 1925, jusqu’aux années précédant la Seconde Guerre mondiale.

### Gaston Mounicoux, né en 1920
Gaston Mounicoux est né en 1920, à Paris, où son père, Henri, est cocher puis conducteur d’auto. Il fait ses études à l’Ecole normale de Tulle ; il enseigne en Corrèze à Saint-Germain-Lavolps, et ensuite à Sornac. Il est ensuite nommé à Bugeat, et, dans les années 1950, il y est directeur de l’école de garçons.

## Les maisons d’école - Des souvenirs
Il a été conservé des souvenirs anciens qui sont ceux d'écoliers et d'écolières qui ont étudié dans trois maisons d'école différentes de Bugeat, dans la première moitié du XXe siècle.

### Maison Faure - Vers 1910
« Marcel - Vers 1910.
L’école, en bas de la rue du Champ-de-Foire, aujourd’hui rue de la République, était un grand bâtiment réservé à divers services, la justice de paix, la mairie, et une partie séparée en deux pour la classe des filles et des garçons. (...) Deux grandes classes, équipées d’un immense tableau noir surplombant l’estrade où trônait le bureau de l’enseignant. Chaque jour, nous lisions la morale d’une fable que le maître nous avait écrite en haut du tableau et qu’il nous expliquait avec une infinie patience. »

### Mairie / Ecole - Milieu des années 1930
« Guy - Milieu des années 1930.
La corvée de bois
Quelques jours après la rentrée, le marchand de bois empilait sous le préau de l’école des garçons plusieurs cordes de bois destinées à chauffer la classe et les logements des instituteurs. Le bois était entreposé au grenier, alors quand le scieur de long faisait rouler sa scie électrique dans la cour, nous devions sortir et constituer une chaîne. Nous prenions cinq ou six bûches dans nos bras repliés pour les monter, en faisant claquer nos sabots sur les marches, dans un grand brouhaha de rires et de cris d’encouragements, jusqu’au grenier où les grands les empilaient en tas bien alignés. »

### Maison Faure rebâtie - Fin des années 1940
« Clémence - Fin des années 1940.
Les corvées, le ménage.
Il y avait balayage des classes, les mercredis et samedis soirs, par les filles les plus grandes désignées par la maîtresse, le déplacement des tables étant effectué par deux autres. Après le balayage venait l’époussetage. Au terme des trimestres, chaque élève apportait de la cire pour encaustiquer sa table et s’évertuait à obtenir le meilleur brillant. »

## Galerie: les 10 bâtiments des maisons d’école
Les dix images, ci-dessous, montrent les édifices qui ont été, à un moment ou à un autre, une maison d’école du bourg de Bugeat ; il est à noter que 4 de ces 10 édifices n’ont accueilli des classes de filles ou de garçons que pendant 2, 3 ou 4 ans ; le nom de chaque bâtiment est suivi, entre parenthèses, de la première date à compter de laquelle ce bâtiment a été une maison d’école, et de son adresse dans le bourg :

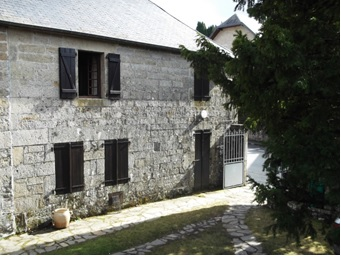
Maison Gleize (à/c 1831) - 47, rue Nationale.
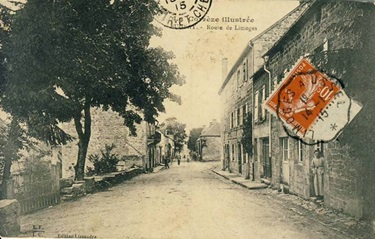
Maison Bunisset (à/c 1863) - 5, rue Nationale.
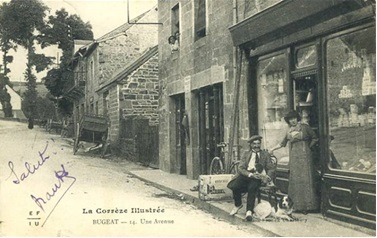
Maison Prévot (à/c 1868) - 6, rue Nationale.
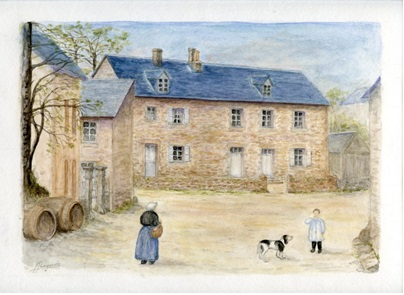
Maison Faure, par J.-M. Lagarde (à/c 1871) - 25, rue de la République.
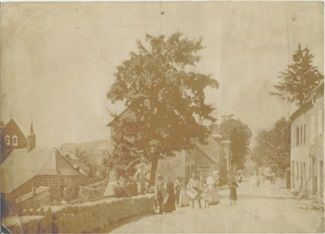
Maison Nony (à/c 1873) - 14, rue Nationale.
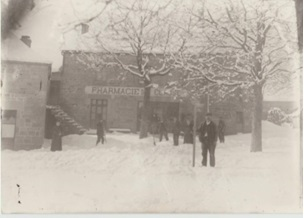
Maison Bourg (à/c 1880) - 10, rue de la Liberté.
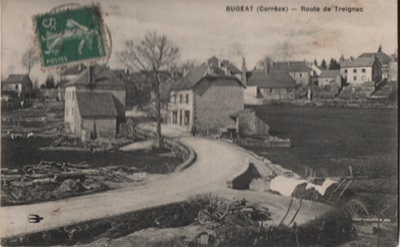
Maison Touquet (à/c 1911) - 21, rue de la Mairie.
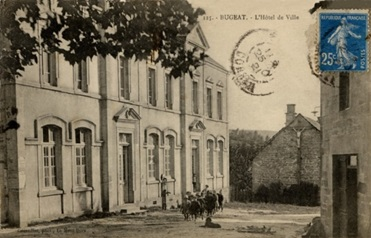
Mairie / Ecole (à/c 1911) - Ecole de Garçons – Place de l’Eglise.
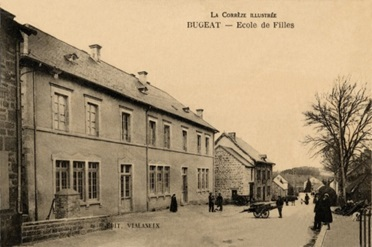
Maison Faure rebâtie (à/c 1913) - 25, rue de la République.
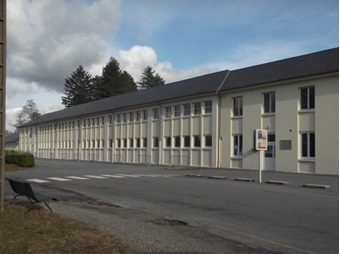
Ancien Collège (à/c 2013) - Ecole – 5, rue V. Meyer et L. Parel.

## Pour approfondir